# Métaclasse
Pour les articles homonymes, voir métaclasse (homonymie).
En programmation, une métaclasse est une classe dont les instances sont des classes. Autrement dit, une métaclasse est la classe d'une classe.

## Généralités
En programmation orientée objet, une classe est une sorte de module qui permet de créer un sous-ensemble d'objets. La classe décrit comment se comportent ses objets, fournit leur interface et compose la structure de leur état. La classe permet de créer de nouveaux objets au moyen d'un mécanisme appelé instanciation. Ce mécanisme peut se décomposer en deux opérations :
- allocation d'un espace mémoire pour le nouvel objet (opération alloc()),
- initialisation du nouvel objet (lancement du constructeur).

Dans des environnements de programmation réflexifs, les classes peuvent être vues comme des objets à part entière créés au moyen du mécanisme d'instanciation (alloc(); init()). Dans ce cas, toutes les classes peuvent être vues comme des instances créées à la base à partir d'une même classe.
Une classe dont les instances sont des classes se nomme métaclasse (notez que la définition est récursive). Puisqu'une métaclasse est une classe, elle définit elle aussi le comportement et la structure de l'état de ses instances. En créant une nouvelle métaclasse, on va donc intervenir sur la manière avec laquelle les classes sont créées et donc intervenir sur une partie du langage lui-même. Grâce à un mécanisme comme celui-ci, le développeur peut ajouter de nouvelles fonctionnalités au langage, comme la possibilité de tracer les appels de méthodes, la possibilité de créer des singletons, la sérialisation d'objets au format XML, etc.

## Métaclasses dans les langages
Les langages suivants permettent de définir des métaclasses :
- Delphi
- Objective-C
- Perl 6
- Python
- Ruby
- Smalltalk
- CLOS
- JavaScript

La classe java.lang.Class est une métaclasse dans le langage Java.

## Exemple simple
```
# interception de tous les attributs pour retourner une valeur par défaut

# peut servir pour faire des bouchons par exemple ou restreindre la création

# ou l'accès à des attributs…

class
 
MyMetaClasse
(
type
):

    
"""une Metaclasse avec intercepteur : dès qu'on fait Maclasse.UnAttribut,  

     name =  UnAttribut, on renvoie une valeur par défaut

    """

    
def
 
__getattr__
(
MaClasse
,
 
name
):

        
return
 
128

  

#Déclarer une classe, c'est instancier une métaclasse.

class
 
MaClasse
:

    
__metaclass__
 
=
 
MyMetaClasse
   
#Lien avec la metaclasse

    
#Ensuite la définition de la classe continue

print
 
MaClasse
.
x
,
 
MaClasse
.
y

#resultats

128
 
128

```

## Autre exemple
Sous Python, la métaclasse de base est nommée type. La création d'une nouvelle métaclasse se fait en spécialisant type. Les opérations alloc() et init() sont respectivement représentées par les méthodes __new__() et __init__(). __new__() est une méthode de classe qui prend quatre paramètres : la métaclasse elle-même, le nom de la classe instanciée, ses superclasses et un dictionnaire contenant l'ensemble de ses méthodes et attributs. __init__() est une méthode d'instance. Ses paramètres sont les mêmes que ceux de __new__() hormis le premier qui représente la classe instanciée dans le cas de __init__().
L'exemple ci-dessous montre un exemple d'utilisation d'une métaclasse en Python. Il s'agit d'une métaclasse qui permet de tracer l'appel de méthode.
```
from
 
types
 
import
 
FunctionType

class
 
Tracer
(
type
):

    
def
 
__new__
(
metacls
,
 
name
,
 
bases
,
 
dct
):

        
# définition d'une fonction wrapper pour les méthodes

        
def
 
_wrapper
(
method
):

            
# création d'une fonction permettant tracer une méthode

            
def
 
_trace
(
self
,
 
*
args
,
 
**
kwargs
):

                
print
 
"(call 
%s
 with *
%s
 **
%s
)"
 
%
 
(
method
.
__name__
,
 
str
(
args
),
 
kwargs
)

                
return
 
method
(
self
,
 
*
args
,
 
**
kwargs
)

            
# idiome: faire passer une fonction pour une autre

            
_trace
.
__name__
 
=
 
method
.
__name__

            
_trace
.
__doc__
  
=
 
method
.
__doc__

            
_trace
.
__dict__
.
update
(
method
.
__dict__
)

            
return
 
_trace

        
# remplacement de toutes les méthodes par leur équivalent tracé

        
newDct
 
=
 
{}

        
for
 
name
,
 
slot
 
in
 
dct
.
iteritems
():

            
if
 
type
(
slot
)
 
is
 
FunctionType
:

                
newDct
[
name
]
 
=
 
_wrapper
(
slot
)

            
else
:

                
newDct
[
name
]
 
=
 
slot

        
# appel au constructeur de la super classe (type)

        
return
 
type
.
__new__
(
metacls
,
 
name
,
 
bases
,
 
newDct
)

```

Le principe de la métaclasse Tracer consiste à transformer toutes les méthodes de ses instances, de telle sorte qu'elles affichent un message avant de continuer leur exécution. La fonction _wrapper() qui se trouve dans le constructeur de la métaclasse est un décorateur, c'est-à-dire qu'elle prend en entrée une fonction et renvoie en sortie cette fonction avec un comportement modifié. Il faut savoir que dans le paramètre dct du constructeur, ce qui doit représenter des méthodes est encore à l'état de fonction.
Voici un exemple montrant comment utiliser la métaclasse.
```
class
 
A
(
object
):

    
# création de la liaison entre la classe et la métaclasse

    
__metaclass__
 
=
 
Tracer

    
def
 
__init__
(
self
):

        
self
.
a
 
=
 
1

    
def
 
get
(
self
):
 
return
 
self
.
a

>>>
 
a
 
=
 
A
()

(
call
 
__init__
 
with
 
*
()
 
**
{})

>>>
 
a
.
get
()

(
call
 
get
 
with
 
*
()
 
**
{})

1

```

Voici un exemple en Delphi.
```
  
// Voici comment est défini le type TComponentClass dans la VCL de delphi :

  
type

    
TComponentClass
 
=
 
class
 
of
 
TComponent
;

```

En JavaScript, il suffit de retourner une classe depuis le constructeur.
```
class
 
ModelClass
 
{

    
constructor
(
name
)
 
{

        
return
 
class
 
ModelInstance
 
{

            
constructor
()
 
{

                
this
.
name
 
=
 
name
;

            
}

        
};

    
}

}

const
 
MyModel
 
=
 
new
 
ModelClass
(
'myModel'
)

const
 
instance
 
=
 
new
 
MyModel
();
 
// instance.name === 'myModel'

```